# Ervin Fenyő
Ervin Fenyő (geboren 23. Oktober 1948 in Budapest) ist ein ungarischer Schauspieler und Autor.

## Leben
Ervin Fenyő studierte an der Schauspiel- und Film-Hochschule in Budapest bei Ottó Ádám und arbeitete danach als Schauspieler, zunächst am Petőfi-Theater in Veszprém. Seine Engagements führten ihn ab 1972 an das Nationaltheater in Szeged, ab 1974 spielte er am Szigliget-Theater in Szolnok und ab 1977 am Radnóti-Theater in Budapest. Seit 1982 arbeitet er als freiberuflicher Schauspieler.
Fenyő studierte ungarische Sprache und Literatur an der Eötvös-Loránd-Universität mit einem Abschluss 1980 und arbeitete von 1989 bis 2002 als Lehrer am Frigyes Karinthy Gymnasium in Budapest und unterrichtete an verschiedenen Waldorflehrerausbildungsinstituten. Fenyő wurde 2006 zum Doctor Liberalium Artium (DLA) an der Universität für Theater und Film promoviert.
Fenyő publiziert zum ungarischen Reformer István Széchenyi. Er schreibt auch Märchenbücher.

## Werke (Auswahl)
- Gróf Széchenyi István intelmei Béla fiához. Magvető Könyvkiadó, 1985
- (Hrsg.): Diszharmónia és vakság. Széchenyi István utolsó félévének dokumentumai. Helikon Kiadó, 1988
- mit Nyíri Tamás: Magyarság és Európa. Intart Társaság, 1989
- mit Ágota Steinert: Széchenyi István. Helikon Kft., 1991
- (Hrsg.): Széchenyi István: Buda-pesti por és sár. Balassi Kiadó, 1995
- Széchenyi István és felesége levelezése. Band 1. Balassi Kiadó, 2001
- Széchenyi választása : Széchenyi István és Seilern Crescence levelezése. Balassi Kiadó, 2001
- Varázslatos mesék. Märchen. Holnap Kiadó, 2005–2008
- mit László Lator (Hrsg.): Gotthold Ephraim Lessing : Drámák. Budapest : Geopen Könyvk, 2010